# Platynereis hugonis
Platynereis hugonis är en ringmaskart som beskrevs av Rullier 1972. Platynereis hugonis ingår i släktet Platynereis och familjen Nereididae. Inga underarter finns listade i Catalogue of Life.